# Lasioglossum pilicorne
Lasioglossum pilicorne är en biart som först beskrevs av Heinrich Friese 1930.  Lasioglossum pilicorne ingår i släktet smalbin, och familjen vägbin. Inga underarter finns listade i Catalogue of Life.